# Harald Kloser
Harald Kloser est un compositeur de musiques de films, scénariste et producteur autrichien, né le 9 juillet 1956 à Hard (Vorarlberg,  Autriche).

## Biographie
Harald Kloser est depuis toujours un passionné de musique et d'écriture, vénérant Billy Wilder, adorant Nino Rota, Maurice Jarre ou encore Sergio Leone. Cette passion musicale s'est forgée dans sa jeunesse; obligé par ses parents, il a appris le piano puis à l'aube de sa majorité, il a perfectionné sa musique dans un groupe de rock en écrivant des chansons. Il a aussi été professeur de musique dans une école. Sa première composition de musique de film est pour le réalisateur autrichien Nikki Liest. Son parcours dans son pays natal limité par une production cinématographique pauvre, il décide de partir pour Los Angeles, vendant de fait son journal, qu'il avait créé à 22 ans, où il pouvait aussi assouvir son autre passion : écrire notamment des articles ou chroniques sur les sorties culturelles du pays.
Parti pour Los Angeles, il commence son travail de compositeur de musique de film pour des productions télévisées, séries ou téléfilms. Mais sa chance arrive en rencontrant Roland Emmerich. S'apercevant du talent du musicien, Emmerich l'engage sur sa production Passé virtuel, réalisé par Josef Rusnak. Leur collaboration se mue en amitié et qui aurait pu l'amener à composer pour The Patriot pour lequel il a même fait une démo. Mais le studio Sony préfère embaucher John Williams. Ce n'est que partie remise, Roland Emmerich l'impose à la Fox pour son film suivant, Le Jour d'après. C'est sur ce film que débute sa véritable carrière de scénariste en proposant au réalisateur de refaire une séquence longue de sept minutes, maintes fois retouchée et qui ne fonctionne pas au montage. Le cinéaste, réticent au départ, lui donne finalement sa confiance et le résultat convainc Roland Emmerich du bien-fondé de la démarche d'Harald Kloser en matière d'écriture conjuguée à la musique qui s'y rattache et donnant toute son importance au compositeur.
Ce palier franchi, les deux amis décident d'écrire les prochains films de Roland Emmerich ensemble. S'ensuit 10 000 et malgré une critique défavorable (le film ayant tout de même rapporté de l'argent à la Warner), ils n'ont que peu de problèmes pour signer avec Sony leur nouveau projet, 2012. Harald Kloser y a ainsi plusieurs casquettes : compositeur, co-scénariste et même producteur exécutif.

### Vie privée
De 1991 à 2006, il est marié
à l'actrice luxembourgeoise  Désirée Nosbusch, avec qui il a eu un fils Noah-Lennon né en 1995 et une fille Luka-Teresa née en 1998. 
Il demande le divorce en 2002 et il est prononcé en 2006,.

## Filmographie

### Compositeur

#### Cinéma
- 1988 : Sternberg - Shooting Star de Niki List
- 1990 : Ach, Boris... de Niki List
- 1990 : Butterbrot de Gabriel Barylli
- 1991 : Requiem für Dominik de Robert Dornhelm
- 1992 : Pico et Columbus : Le Voyage magique (Die Abenteuer von Pico und Columbus) de Michael Schoemann
- 1996 : Magenta de Gregory C. Haynes
- 1997 : Der Unfisch de Robert Dornhelm
- 1997 : Hollywood People (Quiet Days in Hollywood) de Josef Rusnak
- 1997 : Escape (A Further Gesture) de Robert Dornhelm
- 1997 : Comedian Harmonists de Joseph Vilsmaier
- 1999 : Passé virtuel (The Thirteenth Floor) de Josef Rusnak
- 1999 : The Venice Project de Robert Dornhelm
- 1999 : Rien que la vérité, l'horreur ne finit jamais (Nichts als die Wahrheit) de Roland Suso Richter
- 2000 : Marlene de Joseph Vilsmaier
- 2000 : Pour une poignée d'herbe (Eine Handvoll Gras) de Roland Suso Richter
- 2001 : Le Tunnel (Der Tunnel) de Roland Suso Richter
- 2001 : Feindliche Übernahme - althan.com de Carl Schenkel
- 2004 : Le Jour d'après (The Day After Tomorrow) de Roland Emmerich
- 2004 : Alien vs. Predator (AVP: Alien vs. Predator) de Paul W. S. Anderson
- 2008 : 10 000 (10,000 BC) de Roland Emmerich
- 2009 : 2012 de Roland Emmerich
- 2011 : Anonymous de Roland Emmerich (composé avec Thomas Wander)
- 2013 : White House Down de Roland Emmerich
- 2016 : Independence Day: Resurgence de Roland Emmerich (composé avec Thomas Wander)
- 2019 : Midway de Roland Emmerich (composé avec Thomas Wander / également producteur)

#### Télévision
- 1993 : Fatal Deception: Mrs. Lee Harvey Oswald (TV)
- 1995 : Liebe in Hollywood (TV)
- 1995 : The O.J. Simpson Story (TV)
- 1996 : Les Yeux d'un tueur (If Looks Could Kill) (TV)
- 1997 : Frucht der Gewalt (TV)
- 1997 : Die Heilige Hure (TV)
- 1997 : Mein Papa ist kein Mörder (TV)
- 2000 : Intention criminelle (Deliberate Intent) (TV)
- 2000 : Kiss Tomorrow Goodbye (TV)
- 2000 : Ali: An American Hero (TV)
- 2001 : Attirance fatale : Qui a tué Anne-Marie F. ? (And Never Let Her Go) (TV)
- 2001 : Les croisés (Crociati) de Dominique Othenin-Girard
- 2002 : La Rançon de la haine (Sins of the Father) (TV)
- 2002 : Dracula (TV)
- 2002 : RFK (TV)
- 2003 : Rudy Giuliani: Maire de New York (Rudy: The Rudy Giuliani Story) (TV)
- 2004 : AVP: The Beginning (vidéo)
- 2004 : AVP: Production (vidéo)
- 2006 : Au cœur de la tempête (Die Sturmflut) (TV)
- 2006 : Dresde 1945, chronique d'un amour (Dresden) (TV)
- 2010 : Udo Proksch: Out of Control (TV)

#### Courts métrages
- 1997 : Marco at Work de Jophi Ries
- 2001 : Ice Cream Sundae de Désirée Nosbusch
- 2003 : Im Labyrinth de Barbara Miersch
- 2006 : Mad Lane d'Eva Haßmann

### Scénariste
- 2008 : 10 000 (10,000 BC) de Roland Emmerich
- 2009 : 2012 de Roland Emmerich
- 2012 : Dark Horse (TV) de Roland Emmerich
- 2021 : Moonfall de Roland Emmerich

## Distinctions
- 2005 BMI Film & TV Awards "AVP: Alien vs. Predator" (2004) & "The Day After Tomorrow" (2004)